# ساویناتس (بوینیک)
ساویناتس (به صربی: Savinac) یک منطقهٔ مسکونی در صربستان است که در بوینیک واقع شده‌است.